# Pnoepyga
Pnoepyga é um gênero de ave da família Pnoepygidae. Este gênero compreende pequenos "babblers" montanheses, distribuídos principalmente no sul e sudeste asiático. O gênero era classificado na família Timaliidae, e foi reclassificado em 2009 por Gelang e colaboradores.

## Espécies
- Pnoepyga albiventer (Hodgson, 1837)
- Pnoepyga formosana Ingram, W, 1909
- Pnoepyga immaculata Martens, J & Eck, 1991
- Pnoepyga pusilla Hodgson, 1845